# 3058 Delmary
3058 Delmary је астероид главног астероидног појаса чија средња удаљеност од Сунца износи 2,249 астрономских јединица (АЈ).
Апсолутна магнитуда астероида је 14,3.